# The Shackeltons

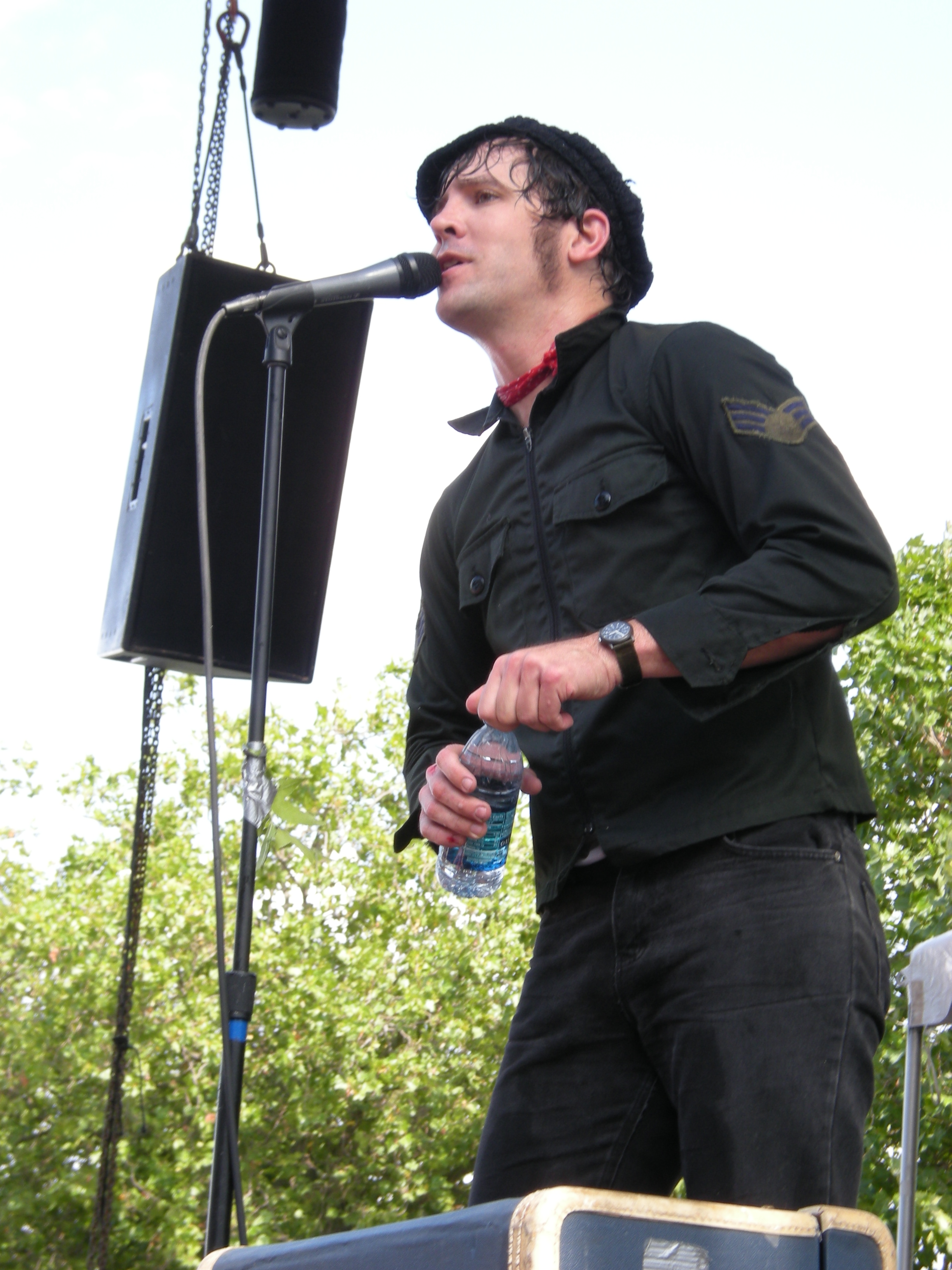
Mark Redding lors d'un concert.

The Shackeltons est un groupe de musique post-punk américain originaire de Chambersburg en Pennsylvanie.
Fondé en 2004, il est composé de Mark Redding, Eric Fisak, Ryan Egolf, Justin McDaniel et Sean Hallock, et anciennement de Josh McDaniel, Dan Schuchman et Jonathan Slick.
Malgré l'orthographe, le groupe porte ce nom en mémoire d'Ernest Shackleton.